# Direction nationale du renseignement et des enquêtes douanières
En France, la direction nationale du renseignement et des enquêtes douanières (DNRED) est un service à compétence nationale
rattaché à la direction générale des Douanes et Droits indirects (DGDDI) du ministère de l'Économie et des Finances « chargé de mettre en œuvre la politique du renseignement, du contrôle et de la lutte contre la fraude en matière douanière ».
Disposant de pouvoirs spécifiques définis par le code des douanes et par le code de la sécurité intérieure, la DNRED exerce son activité sur l'ensemble du territoire douanier national.
La DNRED est depuis 2008 l'un des six services de renseignement de la communauté nationale du renseignement. Elle est, avec Tracfin, l'un des deux services de renseignement du ministère de l'Économie et des Finances.
Depuis l'automne 2024, dans le cadre du plan Valmy, la DNRED connaît une importante réorganisation de ses services. 

## Missions
La DNRED est chargée de :
- collecter, centraliser, traiter et diffuser le renseignement d'origine douanière,
- lutter contre les grands réseaux internationaux de contrebande (stupéfiants, tabac, armes, biens culturels et contrefaçons) en mettant en œuvre, si les enjeux le justifient, des techniques d'investigation spécialisées,
- diligenter au sein des entreprises des enquêtes douanières d'envergure nationale ou internationale ou présentant une sensibilité particulière,
- coordonner les activités opérationnelles menées avec les partenaires étrangers de la douane française.

Depuis 2016, la DNRED assure en outre un rôle de superviseur en matière de lutte contre le blanchiment d'argent et le financement du terrorisme, à l'égard de trois secteurs : les antiquaires et marchands d'art, les vendeurs de pierres et métaux précieux et les opérateurs de ventes aux enchères.
Au sein de la communauté française du renseignement et dans le cadre du Conseil national du renseignement (CNR), la DNRED est prioritairement chargée des domaines suivants :
- la lutte contre les activités criminelles et les flux financiers clandestins (principalement la lutte contre les narco-trafics),
- la lutte contre le terrorisme et son financement, en appui de la direction générale de la Sécurité extérieure (DGSE), de la direction générale de la Sécurité intérieure (DGSI) et de Tracfin,
- la lutte contre la prolifération des armes de destruction massive et de leurs vecteurs, la DGSE étant cheffe de file.

## Organisation

### Budget
En 2013, la DNRED emploie 717 agents à temps plein, pour une masse salariale de 52 millions d'euros et un budget de fonctionnement de 6,9 millions d'euros.
En 2023, la direction emploie 850 agents.

### Organigramme
La DNRED est placée sous l’autorité d’un directeur chargé de définir la stratégie du service, en cohérence avec les orientations qu’il reçoit du directeur général des douanes et la politique publique du renseignement définie par le coordonnateur national du renseignement et de la lutte contre le terrorisme (CNRLT) et à laquelle le service concourt.
Il pilote les différentes composantes du service :
- les piliers thématiques, rassemblant les agents des recherches, enquêteurs et analystes ;
- les échelons DNRED en région ;
- la direction technique ;
- le centre d’analyse stratégique ;
- l’état major-opérationnel ;
- les services centraux.

### Installations et implantation territoriale
Le siège de la DNRED se situe depuis 2011 à Ivry-sur-Seine, dans le Val-de-Marne.
La DNRED dispose de 9 échelons régionaux et de 13 antennes territoriales, situés sur l'ensemble du territoire métropolitain et dans les départements d'outre-mer.
L'implantation locale de la DNRED lui permet d'agir au plus près des trafics et des grands courants de fraude.
La DNRED est également présente à l'étranger par le réseau des attachés douaniers, qui couvre près de 70 pays et dont elle coordonne les activités opérationnelles.

### Direction
| Directeur                                | Date de début    | Date de fin      | Texte de nomination                           |
| ---------------------------------------- | ---------------- | ---------------- | --------------------------------------------- |
| Guy Gouin                                | 4 décembre 2007  | 16 décembre 2007 | Arrêté du 30 novembre 2007                    |
| Jean-Paul Garcia                         | 17 décembre 2017 | 30 avril 2017    | Arrêté du 17 novembre 2010                    |
| Luc Perigne (intérim)                    | 1 mai 2017       | 30 juin 2017     | Arrêté du 27 avril 2017                       |
| Corinne Cleostrate                       | 1er juillet 2017 | 14 avril 2021    | Arrêté du 19 juin 2017                        |
| Luc Perigne (intérim)                    | 15 avril 2021    | 18 avril 2021    | Arrêté du 14 avril 2021                       |
| Florian Colas                            | 19 avril 2021    | 4 avril 2024     | Arrêté du 14 avril 2021                       |
| Sébastien Tiran (intérim puis directeur) | 4 avril 2024     |                  | Arrêté du 4 avril 2024 Arrêté du 26 juin 2024 |

## Coopération nationale et internationale

### Coopération nationale

#### Avec les autres services de la douane française
Pour le contrôle et la lutte contre la fraude, la direction nationale du renseignement et des enquêtes douanières (DNRED) travaille en étroite collaboration avec l'ensemble des services de la douane, pour réaliser des contrôles ciblés ou diligenter des enquêtes, et plus en amont pour collecter du renseignement, dans le cadre juridique du Code des douanes qui l'autorise à :
- exercer un droit de visite (article 60 du code des douanes)[14] ;
- procéder au contrôle des marchandises, des moyens de transport et des personnes (sans indice préalable de fraude)[14] ;
- exercer un pouvoir de communication propre aux douanes (article 65 du code des douanes), en exigeant la communication de documents de toute nature détenus par les personnes physiques ou morales impliquées dans des opérations relevant de la compétence du service des douanes. Ces personnes peuvent donc ne pas faire précisément l’objet d’une enquête douanière. La DNRED peut dans ce cadre solliciter de la part des opérateurs téléphoniques la communication de factures détaillées et de données de connexion (l'article 65 du code des douanes permet aux douaniers de se faire communiquer les données PNR de certains passagers, mais les documents doivent être remis volontairement par le détenteur[14] ;
- procéder aux interceptions de sécurité dont la DNRED bénéficie (parmi d’autres services de renseignement)[14].

La Douane dispose d'autres moyens spéciaux d’investigation (infiltrations Cf. article 67 bis-1), surveillance (Cf. article 67 bis), ou visite domiciliaire (Cf. article 64), mais qui doivent alors être justifiés par une recherche d’éléments en vue de la constatation de délits douaniers. Ces moyens impliquent un travail avec le pouvoir judiciaire (sauf en cas de flagrant délit pour les visites domiciliaires). Une collaboration particulièrement développée existe avec le Service national de la douane judiciaire (SNDJ), service à compétence nationale créé en 2002 pour doter la douane de compétences judiciaires.

#### Avec les autres administrations
En tant que membre de la communauté française du renseignement, la DNRED entretient des liens privilégiés avec les autres services (DGSE, DGSI, DRM, DRSD et Tracfin) membres du CNR.
La DNRED coopère activement avec la Police nationale grâce au détachement de 26 policiers au sein du Service de Police nationale détaché (SPND) et la présence d'officiers de liaison de la  douane auprès de l'Office central pour la répression du trafic illicite des stupéfiants (OCRTIS).
Au sein de la DNRED, un groupe plus particulièrement attaché à la recherche d’éléments financiers en rapport avec le terrorisme travaille en liaison avec la DGSE, la DGSI et  précédemment l'UCLAT de la Police nationale maintenant DGSI.

### Coopération internationale
La DNRED est l'interlocuteur privilégié des services de douanes étrangers pour l'échange de renseignements et la conduite d'opérations conjointes.
Des collaborations particulières existent avec les États membres de l'Union européenne dans le cadre de l'assistance administrative mutuelle internationale (AAMI) afin de «prévenir et rechercher les infractions à la réglementation douanière nationale » et « réprimer et poursuivre les infractions à la législation douanière communautaire et nationale ».
La DNRED entretient également des coopérations avec l'Office européen de lutte antifraude (OLAF) et Europol. Elle est, depuis 2021, le principal fournisseur français de dossier d'enquête pour le Parquet européen[réf. nécessaire].

## Bilan des activités
En 2013, les saisies de la DNRED sont concernant les stupéfiants, de 55,75 tonnes de cannabis, 4,8 tonnes de cocaïne, 9,9 tonnes de khat et de 58,8 kilos d'héroïne. De 2 033 847 articles de contrefaçons, de 226,8 tonnes de cigarettes et tabac, pour une valeur marchande de 49 053 632 €, et de 56 275 728 € de droits et taxes redressés avec plus de 430 enquêtes.

## Histoire

### Aux origines: la divisionParis-Enquêtes(1935)
La DNRED est née le 25 mars 1935 sous la forme de la division Paris-Enquêtes et répond dès l'origine à deux nécessités :
- procéder à des enquêtes douanières après le passage des marchandises ou des voyageurs au contrôle des vérificateurs douaniers,
- lutter contre la contrebande, c'est-à-dire contre des importations ayant échappé à la douane, le plus souvent parce qu’elles sont prohibées ou fortement taxées[6].

La division Paris-Enquêtes, composée de 19 douaniers sous l'autorité d'un inspecteur principal, est chargée de rechercher les opérations frauduleuses et de procéder à la constatation des infractions douanières.
La division élabore dès sa création un partenariat avec la Sûreté Générale : le Service de Police Nationale Détaché est créé, ouvrant la voie à plus de quatre-vingt ans de coopération inter-services.
En 1937, la division Paris-Enquêtes devient le Service de Répression des Fraudes Douanière (SRFD). Son ressort de compétence reste la région parisienne, même si sa « zone d'action peut s'étendre à l'ensemble du territoire ».
En 1956, par décision de la direction générale des douanes, le service prend le nom de Service National des Enquêtes Douanières (SNED). En dehors des divisions de Paris, des échelons sont implantés à Belfort, Lyon, Marseille, Toulouse, Bordeaux puis Lille (1965) et Nantes (1966).

### L'élévation au rang de direction nationale (1969)
Par arrêté du 15 juillet 1969, le service est élevé au rang de direction nationale, la Direction des Enquêtes et de la Documentation (DNED). Cette nouvelle direction est constituée :
- d’un service de recherches et de répression des fraudes (SRRF),
- d’un service de l’évaluation,
- d’un service de contrôle des mouvements financiers,
- d’une agence de poursuites et de recouvrement.

En 1973, la direction change d'appellation tout en gardant son acronyme pour devenir la Direction nationale des Enquêtes Douanières. Ses missions premières de recherche des actes de contrebande de toute nature et de répression de la fraude sont confortées.

### 1988: naissance de la DNRED
Par arrêté ministériel du 1er mars 1988, la DNED devient par absorption partielle des activités du Centre de Documentation et d’Évaluation (CED), la Direction Nationale du Renseignement et des Enquêtes Douanières (DNRED), qui comporte deux directions fonctionnelles :
- la direction du renseignement et de la documentation (DRD), chargée de recueillir les informations et de les rendre opérationnelles,
- la direction des enquêtes douanières (DED).

### Évolutions récentes de la DNRED
Depuis sa création en 1988, la DNRED a connu quatre transformations majeures :
- la scission d'une partie de ses pouvoirs d'enquête avec la création le 1er mai 2003[25] du Service national de douane judiciaire (SNDJ), service à compétence nationale indépendant de la DNRED disposant de pouvoirs de police judiciaire et agissant en application du code de procédure pénale,
- une réorganisation des directions avec d'une part une nouvelle répartition des compétences des divisions d'enquête de la DED au regard des grands types de fraudes et non plus suivant les chapitres tarifaires (2003), et d'autre part la création en 2005 de la direction des opérations douanières (DOD),
- la reconnaissance par l'arrêté du 29 octobre 2007[1] du caractère de « service à compétence nationale » de la DNRED,
- l'intégration en 2008 à la communauté nationale du renseignement,
- création en septembre 2008 de la Task Force Dragon  visant a lutter contre la contrebande européenne de produits originaires de Chine (cette fraude génère des milliards d'euros de pertes en termes de revenus pour l'Union Européenne et pour la France). Unité d'élite de 24 agents, elle est dotée d'une compétence nationale et est très fortement impliquée dans la lutte contre la fraude au plan européen (Olaf, Europol...).

## Controverses
Le 20 mai 2015, le journal du Monde révèle que la DNRED aurait acheté en 2010 des appareils IMSI-catchers commercialisés par la société Amesys (filiale du groupe Bull) afin d'intercepter des identifiants de téléphones mobiles. Le caractère légal de ces interceptions a pu être interrogé en raison de l'absence de loi encadrant ces pratiques à l'époque.

## Documentaires
- Douaniers contre trafiquants de Jean-Baptiste Gallot (1998), 100 minutes, Zone interdite, M6[réf. nécessaire]